# Kommissionen zur Ordnung des diözesanen Arbeitsvertragsrechts
Kommissionen zur Ordnung des Arbeitsvertragsrechts im kirchlichen Bereich (KODA) sind Zusammenschlüsse von Arbeitgeber- und Arbeitnehmervertretern aus dem Bereich der Arbeitswelt der Katholischen Kirche in Deutschland zur Gestaltung und Fortentwicklung des kirchlichen Arbeitsrechts. Für alle 27 Bistümer in der Bundesrepublik Deutschland besteht entweder eine „Kommission zur Ordnung des diözesanen Arbeitsvertragsrechts“ (Bistums-KODA), oder mehrere Bistümer haben sich regional zusammengeschlossen und für ihre Gebiete eine gemeinsame Kommission (Regional-KODA) geschaffen. Um die Einheit des kirchengemäßen Arbeitsrechts im überdiözesanen Bereich zu sichern wurde für die Bistümer in der Bundesrepublik Deutschland und den Deutschen Caritasverband e.V. auf Bundesebene eine „Zentrale Kommission zur Ordnung des Arbeitsvertragsrechts im kirchlichen Dienst“ (Zentral-KODA) gebildet.
Die Kommissionen erarbeiten Tarifverträgen ähnliche Regelwerke, sogenannte Arbeitsvertragswerke, die Rechtsnormen über Inhalt, Abschluss und Beendigung von Arbeitsverhältnissen beschreiben. Für die Beschlussfassung sind nach den einzelnen KODA-Ordnungen unterschiedliche Mehrheiten erforderlich. Nach der Beschlussfassung in den Kommissionen werden die Beschlüsse den Diözesanbischöfen vorgelegt, die diese dann über einen bischöflichen, also innerkirchlichen Rechtsetzungsakt als kirchliches Recht in Kraft setzen. Die kirchlichen Einrichtungen sind dann kirchenrechtlich gehalten, diese Regelungen in den einzelnen Arbeitsverhältnissen zugrunde zu legen.  
Die Kommissionen sind kirchenrechtlich damit Beratungsorgane der Bischöfe, die den Bestimmungen des c. 127 CIC unterliegen.
Im staatlichen Recht gelten die so zustande gekommenen Regelungen nach der ständigen Rechtsprechung des Bundesarbeitsgerichts als Allgemeine Geschäftsbedingungen (vgl. z. B. BAG, Urteil vom 17. November 2005 - 6 AZR 160/ 05).  